# Glomera parviflora
Glomera parviflora är en orkidéart som beskrevs av Johannes Jacobus Smith. Glomera parviflora ingår i släktet Glomera och familjen orkidéer. Inga underarter finns listade i Catalogue of Life.